# RTL 5
RTL 5 este al doilea canal din Țările de Jos al companiei RTL Group. Televiziunea difuzează numeroase producții tv americane cum ar fi 24, CSI: Miami sau Prison Break, dar și programe neerlandeze cum ar fi Jensen! sau Dat zal ze lernen. Postul s-a lansat pe data de 2 octombrie 1993.